# Io sono (singolo Paola Turci)
Io sono è un brano musicale di Paola Turci, pubblicato il 20 marzo 2015 come singolo che anticipava l'omonimo album, uscito nel mese successivo.